# Teya Dora
Pour les articles homonymes, voir Dora.
Teodora Pavlovska (en serbe en écriture cyrillique : Теодора Павловска) née en 1992 et connue professionnellement sous le nom de Teya Dora (en serbe en écriture cyrillique : Теја Дора), est une chanteuse et auteure-compositrice serbe. Elle est surtout connue pour son single Džanum qui a gagné en popularité sur la plateforme de médias sociaux TikTok et diverses plateformes musicales.

## Biographie

### Origines et études
Teya Dora naît en 1992 à Bor, en Serbie, puis déménage à Belgrade. Elle étudie ensuite la musique au Berklee College of Music à Boston, aux États-Unis.
Elle lance sa carrière sur la scène musicale serbe en tant qu'auteure-compositrice. Elle écrit le titre principal pour l'album de Nikolija en 2019, Yin & Yang, et travaillé également avec Teodora et Nataša Bekvalac, notamment.
Dora fait ses débuts en tant qu'artiste avec la publication de sa première chanson, Da na meni je, en juillet 2019, qui devient un succès. Entre 2020 et 2023, elle écrit plusieurs chansons pour la série de films serbes South Winds. En 2023, elle sort la chanson Džanum, qui devient populaire sur la plateforme de médias sociaux TikTok après la fusillade à l'école de Belgrade. Le single  arrive en sixième place du classement des chansons de Croatie de Billboard et atteint la quatrième place du classement mondial des chansons virales quotidiennes sur Spotify,,.
Le 21 décembre 2023, Teya Dora est annoncée parmi les participants de Pesma za Evroviziju '24, la sélection nationale serbe pour le Concours Eurovision de la chanson 2024, avec la chanson Ramonda. Le 2 mars 2024, elle remporte la finale nationale et est donc la représentante de la Serbie au Concours Eurovision de la chanson 2024.
Le 7 mai 2024, à l’issue de la première demi-finale du Concours Eurovision de la chanson, la chanteuse se qualifie pour la grande finale du 11 mai, durant laquelle elle se positionne à la 17e place du classement final, avec un total de 54 points.

## Singles
- Da na meni je (2019)
- Oluja (2020)
- Ulice avec Nikolija (2021)
- U illegali (2022)
- Vozi me (2022)
- Džanum (2023)
- Atamala avec Albino (2023)[10],[11].
- Ramonda (2024)